# Medal Niepokornych (Francja)
Medal Niepokornych (fr.  Médaille du réfractaire lub fr. Insigne du réfractaire) – francuskie odznaczenie cywilne.

## Historia
W dniu 21 października 1963 roku francuski Minister Weteranów i Ofiar Wojny wydał dekret ustanawiający odznaczenie, którym mieli zostać wyróżnieni obywatele francuscy skierowani do pracy przymusowej w Niemczech, a którzy z tej pracy zbiegli lub uchylali się od jej podjęcia, a czyny te zostały zgodnie z wcześniejszą ustawą nr 50-1027 z dnia 22 sierpnia 1950 roku uznane zostały za kombatantów.

## Zasady nadawania
Odznaczenie jest nadawane obywatelom francuskim, które w okresie od 1940 do 1945 roku zostały skierowane do pracy przymusowej na terenie Niemiec lub w niemieckich zakładach przemysłowych pracujących na rzecz niemieckiej machiny wojennej, a którzy z tej pracy zbiegli lub uchylali się od jej podjęcia. 
Odznaczenie nadawane jest jednorazowo przez Urząd do spraw Kombatantów i Ofiar Wojny.

## Opis odznaki
Odznaka odznaczenia jest krążek wykonany ze brązu wielkości 36 mm.  
Na awersie odznaki znajduje się kontur Francji, na którym znajduje się pęknięte kowadło. Po bokach kontury znajdują się litery R i F, nad nim jest krzyż lotaryński z wychodzącymi z niego promieniami, poniżej kontury jest napis J'AI LIVRE UN BON COMBAT (pol. Wygrałem dobrą walkę). Na rewersie, który jest gładki, znajduje się napis AUX RÉFRACTAIRES GUERRE 1939 - 1945  (pol. Niepokornym Wojna 1939-1945).
Odznaczenie jest zawieszone ma wstążce orderowej o szer. 37 mm w kolorze żółto-pomarańczowym, po bokach znajdują się po trzy wąskie paski o szer. 1 mm koloru czerwonego.